# Metasekvoje v Porubě
Metasekvoje v Porubě je památný strom metasekvoje čínská (Metasequoia glyptostroboides). Opadavý jehličnatý strom s korunou ve tvaru úzké pyramidy se nachází na břehu jezírka v Porubě, části města Orlová v okrese Karviná v Ostravské pánvi v Moravskoslezském kraji.

## Další informace
Rozměry stromu k datu vyhlášení ochrany stromu 16. srpna 1992:
| Obvod kmene ve výčetní výšce: | 1,25 m              |
| Výška stromu:                 | 12 m                |
| Ochranné pásmo                | kruh o poloměru 4 m |

Metasekvoje čínská patří do rostlinné čeledi cypřišovité a pochází z jihovýchodní Asie. Je považovaná za tak zvanou „živoucí fosilii“. Strom je celoročně volně přístupný. 

## Galerie

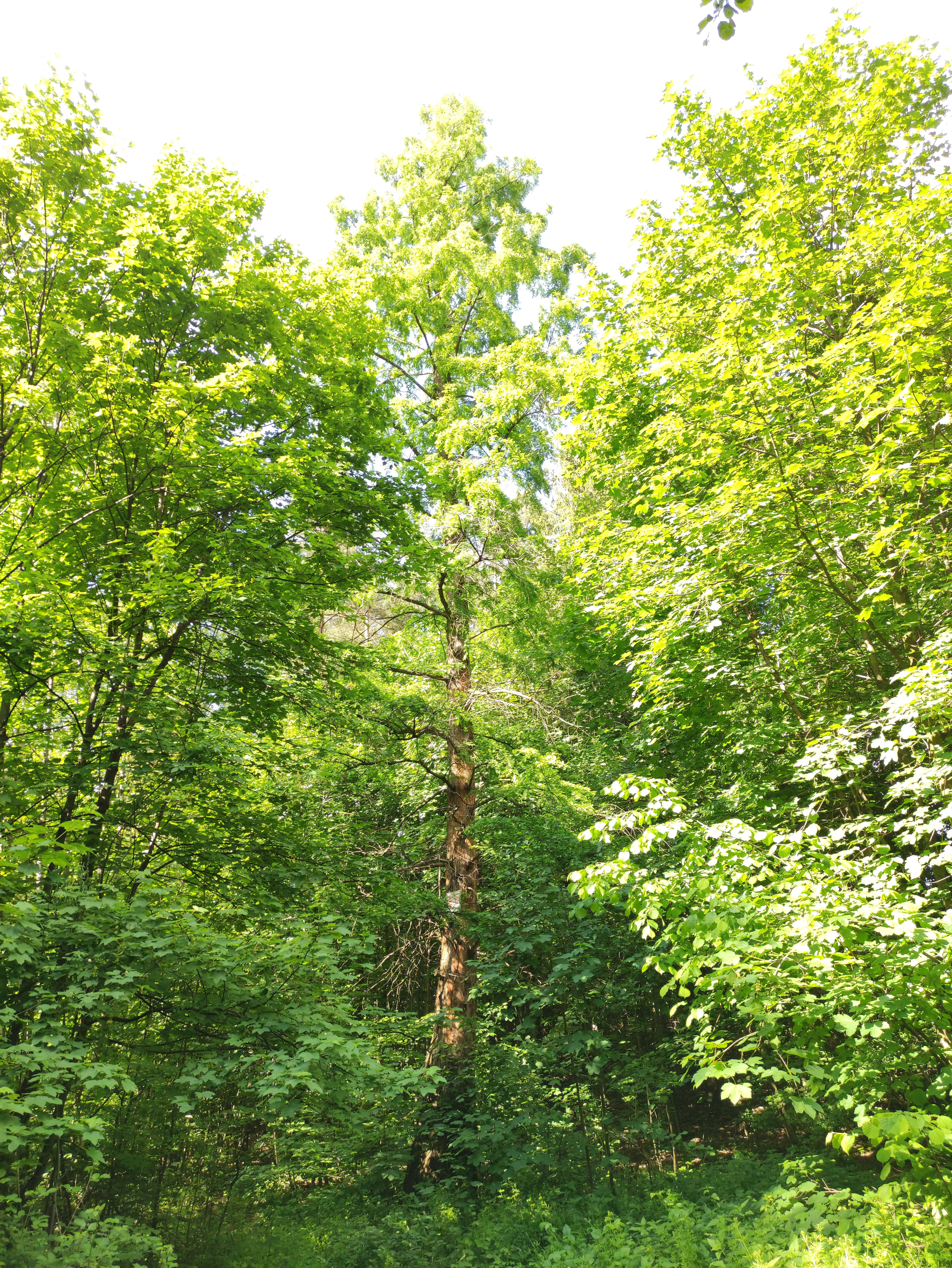
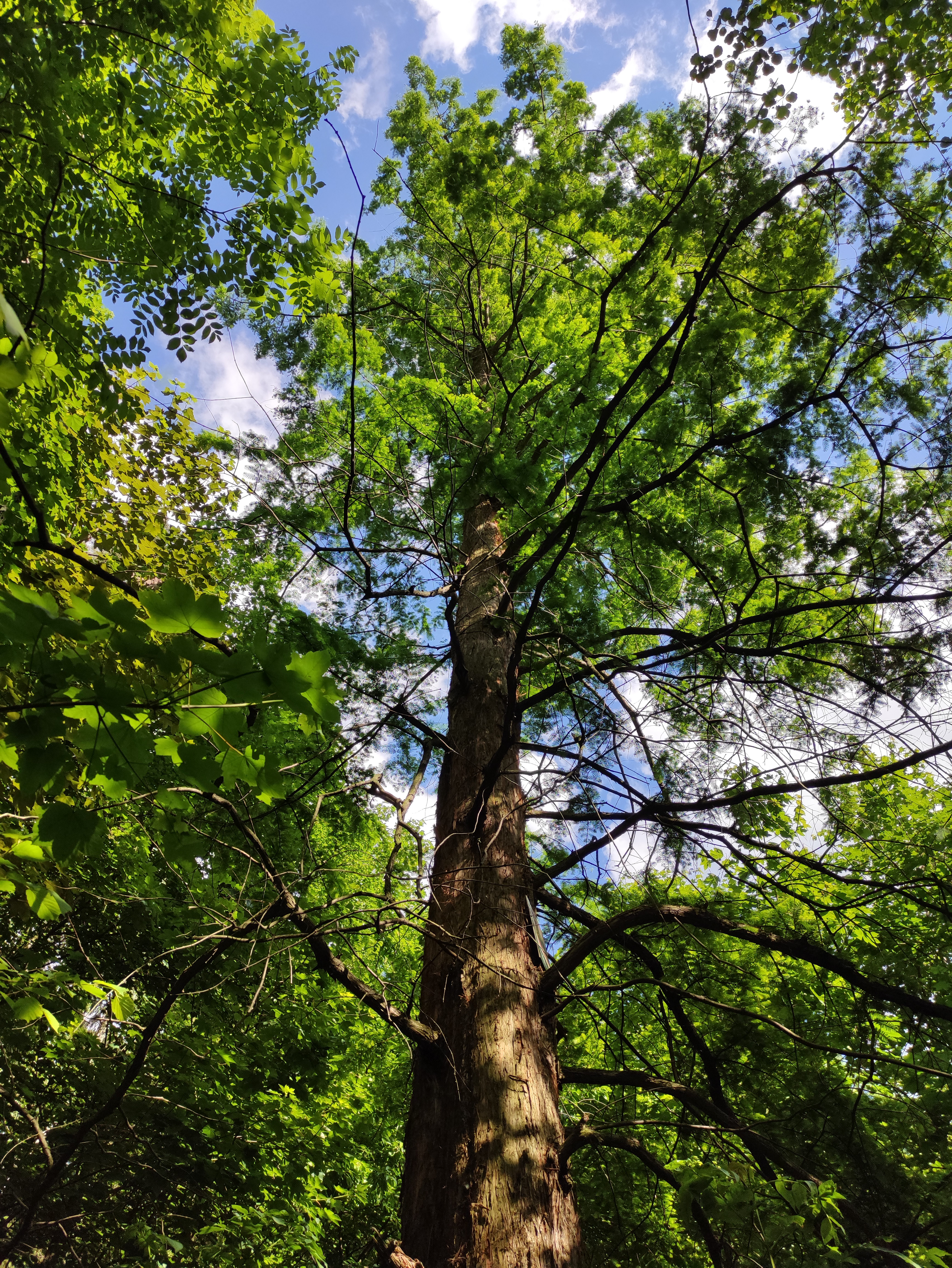